# إدارة تطوير الأسلحة والبنية التحتية التكنولوجية

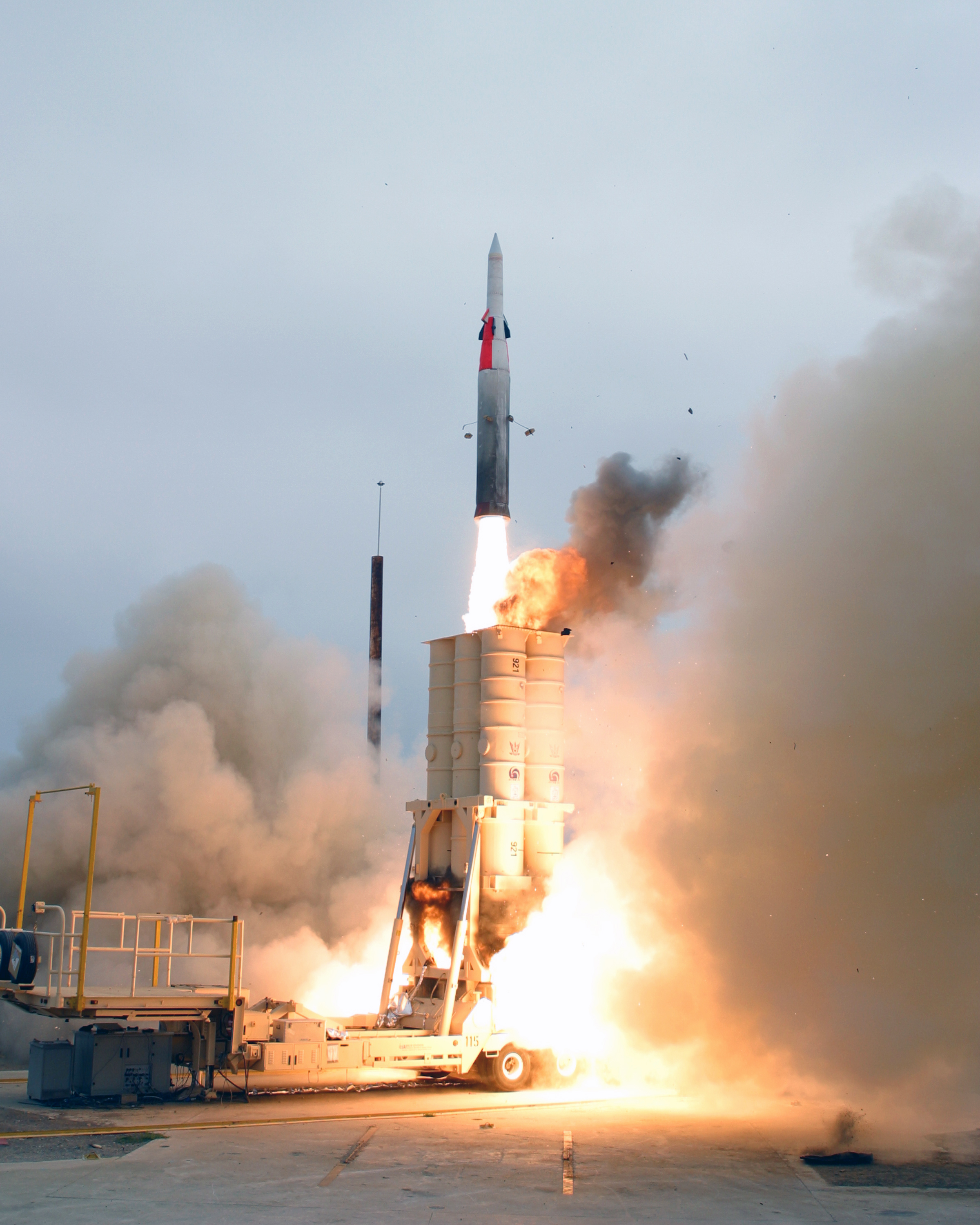
السهم إطلاق الصواريخ الباليستية

وزارة الدفاع الإسرائيلية - مديرية البحث الدفاعي والتطوير (بالعبرية: מינהל למחקר ,פיתוח אמצעי לחימה ותשתית טכנולוגית‏) )، يختصر مافعات (מפא"ת)، وهو الجهاز الإداري المشترك لوزارة الدفاع الإسرائيلية والجيش الإسرائيلي يقوم بالتنسيق بين وزارة الدفاع والجيش الإسرائيلي، والصناعات العسكرية، الصناعات العسكرية الاسرائيلية وصناعات الفضاء الإسرائيلية، ورافائيل لأنظمة الدفاع المتقدمة، ومعهد البحوث البيولوجية ووكالة الفضاء .

## المهام
- تعزيز البنية التحتية التكنولوجية والعلمية اللازمة للبحث والتطوير العسكري.
- تحديد اتجاه البحث والتطوير.
- تحليل وتنسيق الأعمال المتعلقة بالبحث والتطوير.
- إدارة المشتريات والمشاريع لأسلحة الجيش الإسرائيلي.
- الحفاظ على العلاقات مع العناصر الأجنبية في المجالات الأمنية للبحث والتطوير والبنية التحتية.
- توفير المعلومات للقوى الأمنية الذين يشاركون في البحث والتطوير.
- إدارة برنامج تالبيوت لمجندي الجيش الإسرائيلي المهتمين بالبحث والتطوير؛ وبرنامج بساغوت للتميز للتعليم المكثف ومن ثم الاستفادة من نخبة المجندين في الجيش الذين تم اختيارهم ليكونوا نخبة من مهندسي البحث والتطوير، وبرنامج زمالات كاتسير لتعزيز الموارد البشرية التكنولوجية.

### هيئات العمليات المركزية في مافعات
- تطوير مواد الحرب.
- البنية التحتية البحثية والتكنولوجية.
- العلاقات الخارجية.
- إدارات التخطيط [بمثابة الإطار التنظيمي للمشاريع المركزية، التي تعمل كهيئات مستقلة أو متكاملة جزئيًا]

### الأطقم والهيئات الداعمة
- التخطيط والعمليات
- الحوسبة
- الموارد البشرية
- الاتصالات
- السيطرة
- الدفاع
- الإدارة

### أقسام مشتريات وزارة الدفاع
تستخدم مافعات مدنيين من وزارة الدفاع وأفراد من الجيش الإسرائيلي. وهي واحدة من خمسة أقسام مشتريات أخرى تابعة لوزارة الدفاع:
- إدارة الإنتاج والمشتريات
- فرع البناء
- فرع العمليات اللوجستية والأصول
- إدارات التخطيط [انظر أعلاه ]
- بعثات الشراء في الخارج

### رئيس الإدارة
يرأس الإدارة حاليا العميد (متقاعد. ) داني جولد، وهو واحد من ثلاثة مدنيين في هيئة الأركان العامة .